# ディキシー (AD-14)
|          |                       |
| 艦歴     |                       |
| 発注     |                       |
| 起工     | 1938年3月17日         |
| 進水     | 1939年5月27日         |
| 就役     | 1940年4月25日         |
| 退役     | 1982年6月15日         |
| その後   | スクラップとして売却  |
| 除籍     | 1982年6月15日         |
| 性能諸元 |                       |
| 排水量   | 9,450トン             |
| 全長     | 530 ft 6 in (161.7 m) |
| 全幅     | 73 ft 3 in (22.3 m)   |
| 吃水     | 24 ft 5 in (7.4 m)    |
| 機関     | 蒸気タービン          |
| 最大速   | 18ノット              |
| 乗員     | 1,262名               |
| 兵装     | 38口径5インチ砲4門    |

ディキシー (USS Dixie, AD-14) は、アメリカ海軍の駆逐艦母艦。ディキシー級駆逐艦母艦のネームシップ。その名を持つ艦としては2隻目。

## 艦歴
ディキシーは1938年3月17日にニュージャージー州カムデンのニューヨーク造船所で起工する。1939年5月27日にA・C・ピケンズによって進水し、1940年4月25日に艦長G・H・バーム少佐の指揮下就役する。
就役後は1940年6月20日にバージニア州ノーフォークを出航し真珠湾に向かい、10月まで戦闘艦隊に所属する駆逐艦の支援に従事する。その後西海岸に向かい、カリフォルニア州サンディエゴで同様の任務を行った。日本軍が1941年12月7日に真珠湾攻撃を行ったとき、ディキシーはメア・アイランド海軍造船所でオーバーホールの途中であり、急遽実戦に向けての準備を行った。1942年3月に真珠湾に戻り、11月まで駆逐艦を初めとする艦隊の艦艇に対して支援を行った。

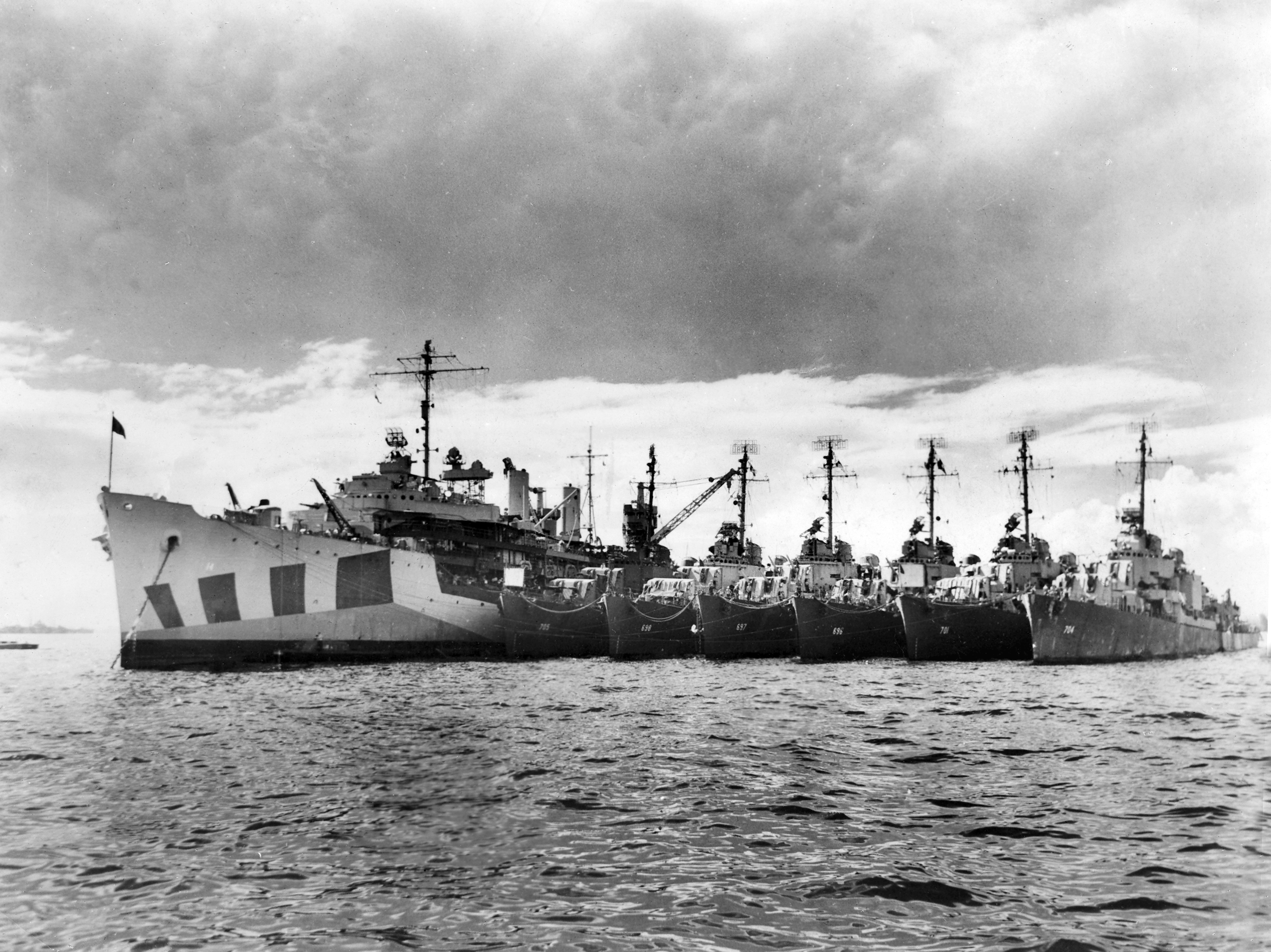
アレン・M・サムナー級駆逐艦6隻とレイテ島で、1945年

ディキシーはヌメアとエスピリトゥサント島の間を行き来して、1942年11月から1944年3月までソロモン諸島で支援活動を行う。その後はハットホーン・サウンドを拠点として活動した。9月にウルシー環礁の巨大な艦隊泊地に到着し、1945年2月までそこで活動する。続いてレイテ島のサンペドロ湾で支援活動を行い、戦争の終了までそこに留まった。戦後は沖縄および上海で占領任務に従事し、西海岸に帰還したのは1945年12月のことであった。
1946年夏にディキシーはビキニ環礁に向けて出航し、そこで行われた核実験、クロスロード作戦に参加した。1947年および49年には極東への巡航を行い、青島を拠点として中国沿岸で哨戒を行う駆逐艦の支援に従事した。共産党軍が中国本土を制圧し、アメリカ軍艦艇が撤退しなければならなくなったとき、ディキシーは中国を離れた最後のアメリカ軍艦艇となった。その後中国が門戸開放政策としてアメリカ海軍艦艇を受け入れ、レンツ (USS Rentz, FFG-46) 、リーヴス (USS Reeves, DLG-24) 、オルデンドルフ (USS Oldendorf, DD-972) の3隻が青島を訪れるまで37年の歳月が経過することとなった。

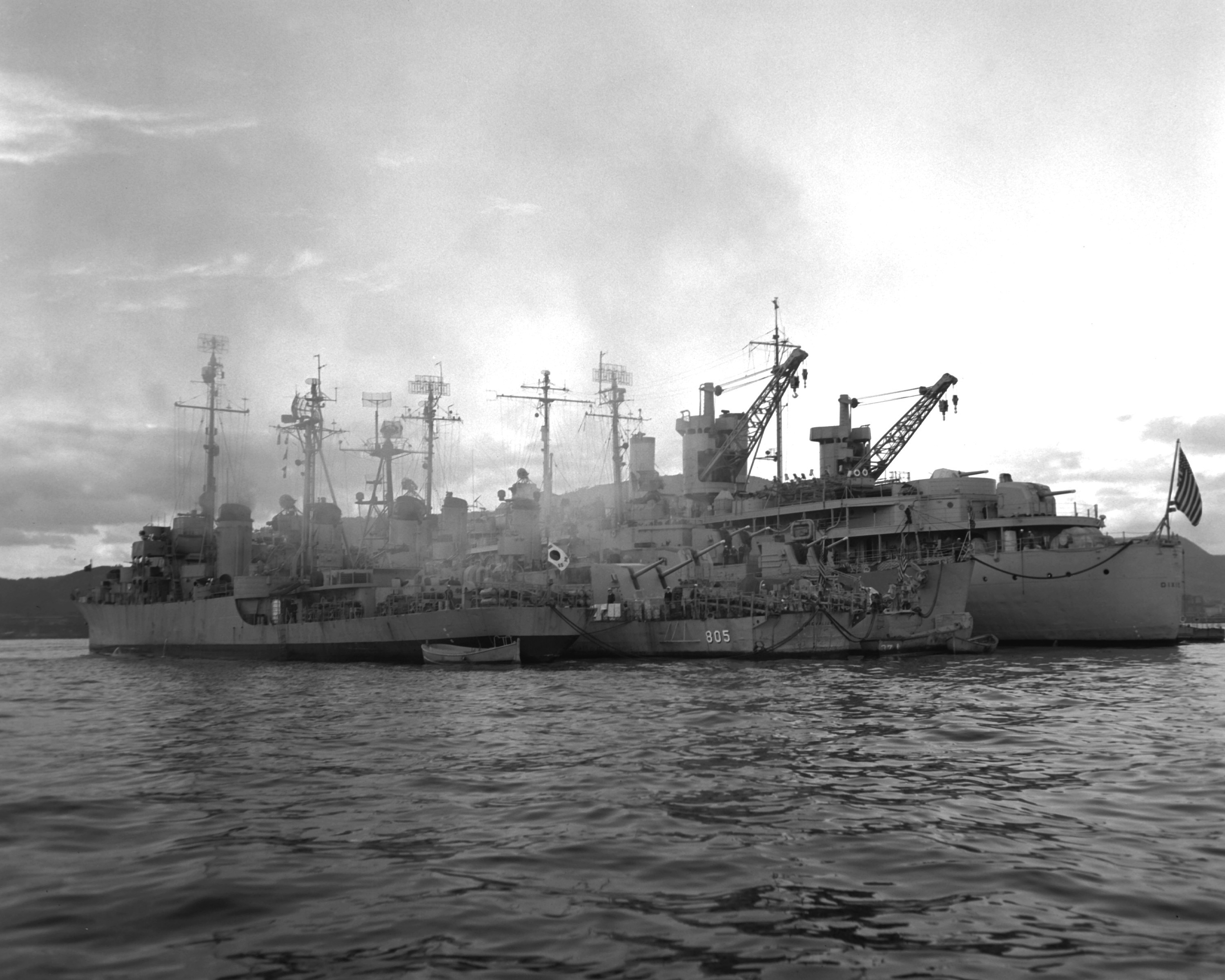
韓国沖のディキシー、1950年

ディキシーは中国から離れると、香港でアメリカ領事館および臨時代理大使館としての役割を果たした。その後は太平洋艦隊駆逐艦巡洋艦隊の司令官旗艦任務に従事しサンディエゴや佐世保、フィリピンのスービック湾での活動を交互に行った。これらの西太平洋配備のうち2度において、ディキシーは朝鮮半島沖で国連軍の艦艇に対して貴重な援助を行った。1959年および60年にはサンディエゴでの活動に加えて、極東で第7艦隊に対する支援を提供した。
ディキシーは朝鮮戦争の戦功で5個の従軍星章を受章した。
1981年、ディキシーは海軍における現役最長艦としてファーストネイビージャックを受け取った初の艦となった。ディキシーは1982年6月15日に退役し、同日除籍された。